# Каваути, Юки
Юки Каваути (яп. 川内 優輝 Kawauchi Yūki, род. 5 марта 1987, Сэтагая) — японский легкоатлет, марафонец.
Занял значимое место среди бегунов на длинные дистанции после Токийского марафона 2011 года со временем 2:08.37, финишировав первым среди японцев и третьим — в общем зачёте. Известен как «гражданин-бегун», так как работает полный рабочий день в государственном учреждении префектуры Сайтама и тренируется в свободное от работы время без каких-либо субсидий.
Каваути — частый участник соревнований (в среднем марафон в месяц) на дистанциях от 1500 м до 50 км (сверхмарафон). Среди его лучших выступлений — победа в 2018 году на Бостонском марафоне, Хоккайдском марафоне, марафоне Беппу-Оита, три лучших финиша в Токийском марафоне и марафоне Фукуока (два самых важных марафона в Японии). Его личный рекорд в марафоне — 2:07.27 (О́цу, 2021).
Несмотря на то, что он любитель, он представлял Японию на международном уровне на чемпионатах мира по лёгкой атлетике и чемпионатах мира по полумарафону. У него есть два младших брата: Йосики и Коки Каваути, которые также являются марафонцами.

## Карьера

### Ранние годы
Юки родился в Сэтагая, Токио. Он начал бегать ещё с малых лет: сперва тренировался со своей матерью, а позже — в старшей школе. Пока он учился там, травма и преждевременная смерть отца стали проблемами для продолжения занятий бегом. Тем не менее, он продолжал заниматься спортом на более низком уровне во время учёбы в Университете Гакусюин. После окончания учёбы он решил продолжать бегать ради удовольствия, оплачивая сам свои расходы.
Он занял третье место в полумарафоне «Ageo Half Marathon» 2008 года с результатом 1:03.22 и начал соревноваться в марафоне в следующем году. Он постепенно улучшал свои результаты к 2009 году, а в марафоне Беппу — Оита дебютировал с результатом 2:19.26, заняв 20-е место. Он улучшил свой результат на Токийском марафоне, где участвовал месяцем позже, при этом занял 19-е место с результатом 2:18.18. После этого Каваути занял 13-е место на Фукуокском марафоне с результатом 2:17.33. Впервые вошёл в число лучших марафонцев Японии на Токийском марафоне 2010 года, где занял четвёртое место с личным рекордом 2:12.36. После этого он пробежал Фукуокский марафон за 2:17.54.

### Сезон 2011
На полумарафоне Маругаме в феврале 2011 года Каваути улучшил до 1:02.40 личный рекорд, попадая в топ 10. Он хотел занять 8-е место[уточнить], однако превзошёл свои ожидания, и месяцем позже Юки занял третье место с результатом 2:08.37. Как лучший японский легкоатлет, он прошёл отбор на чемпионат мира по лёгкой атлетике 2011.
В июне он участвовал в 50-километровом сверхмарафоне Окинасима и бежал вплоть до последних 600 метров, после чего рухнул из-за теплового удара и не смог закончить дистанцию. На чемпионате мира по лёгкой атлетике Каваути занял 18-е место, показав 2:16.11, однако японская команда, включая Кэнтаро Накамото, выиграла серебряный кубок с результатом 6:41.13. Он много соревновался к концу года, чтобы поддерживать свою форму: занял четвёртое место в Осакском марафоне, затем третье место в Фукуокском марафоне. Последний был квалифиционным олимпийским забегом, а Юки стал первым среди всех японцев, участвовавших в этом марафоне. Японцы редко участвуют в обоих забегах из-за того, что оба начинаются примерно в одно и то же время. Двумя неделями позже Каваути участвовал в Хофуском марафоне, заняв второе место (первое занял монгольский легкоатлет Бат-Очирын Сэр-Од). Он отметил, что усталость от предыдущей гонки уменьшила его шансы на победу.

### Сезон 2012
В начале 2012 года Юки занял первое место в марафоне в Маругаме, финишировав с результатом 1:02.18, однако потерял шансы на участие в Олимпийских играх, заняв 14 место на февральском Токийском марафоне с результатом 2:12.51. Он назвал своё выступление «позорным» и побрил голову, чтобы компенсировать разочарование своих фанатов. Однако это не помешало Каваути следовать собственному плану. Он участвовал ещё в девяти марафонах, выиграв пять из них: Касумигаурский марафон, Хоккайдский марафон, Сиднейский марафон, Тиба-аквалайнский марафон и Хофуский марафон. Возвращение Каваути в Окинасиму привело к победе с рекордным результатом 2:51.45 на 50 км. В дополнение к марафонскому бегу Каваути побежал шесть полумарафонов, включая три первых места в Сидзуоке и Агео, а также 21 место на полумарафонском чемпионате мира ИААФ 2012. Следуя совету покойного новозеландского тренера Артура Лидьярда, он сказал, что его скорость улучшит не скоростная тренировка, предпочитаемая его современниками, а, наоборот, дистанционная работа. Демонстрируя это, он пробежал в сентябре с личными рекордами дистанции 1500 метров (3.50,51) и 5000 метров (13.58,62) на соревнованиях в Ниттайском университете.
Лучшим результатом Каваути в марафоне было тогда 2:10.29, что позволило ему занять шестое место на марафоне Фукуока. Повторяя своё прошлогоднее расписание, он участвовал в забеге в Хофу две недели спустя, на этот раз он выиграл. Его результат 2:10.46 был рекордным за самый короткий промежуток времени между двумя суб-2:11 марафонами любого бегуна[что?]. Отвечая на вопросы о своих частых гонках, он сказал, что хочет «выяснить, действительно ли здравый смысл бегущего мира хоть как-то связан со смыслом».

### Сезон 2013
Организаторы египетского марафона 2013 года согласились оплатить его дорожные расходы на январский забег, но Каваути пропустил свой рейс, прибыв в аэропорт без паспорта. Он решил заплатить 800 000 иен (9 000 долларов США) за следующий рейс — сумму, равную четверти его годовой зарплаты. Это решение окупилось — он успел на старт и выиграл марафон со временем 2:12.24 — самым быстрым за всю историю бега в Египте. Менее чем через три недели он побеждает в марафоне Беппу-Оита и достигает вершины рейтинга Японии с личным рекордом 2:08.15, победив в этом году 17-летнюю Герту Тису. Несмотря на множество стартов, его страсть не ослабла: «после 21 марафона, я могу с уверенностью сказать, насколько весёлым может быть марафон». Две недели спустя он победил несколько профессиональных бегунов на трассе Куманити на 30 км, финишировав со временем 1:29.31 — ещё один рекорд трассы и лучшее личное время. По словам организаторов, рост зрительской аудитории в этом году на 30 000 человек был обусловлен популярностью Каваути среди японской публики: бегун получил приглашения более чем на 100 стартов.
В 2013 году Каваути достиг новых успехов. На Сеульском международном марафоне он занял четвёртое место. Холодные условия на марафоне в Нагано помешали ему стать первым, но ему всё равно удалось выиграть гонку[уточнить], став первым японцем, победившим с 1999 года. В июле он побил рекорд Николаса Манзы на марафоне «Золотое побережье».

### Бостонский марафон 2018
Каваути выиграл Бостонский марафон 2018 года с результатом 2:15.58, став первым победителем японцем с 1987 года. Со старта Каваути лидировал в темпе мирового рекорда. Повторно ускорившись, на 25 миле он обошёл чемпиона Джеффри Кируи и достиг своей первой победы на World Marathon Majors. Он преодолел экстремально суровую погоду: сильный дождь, сильный встречный ветер и температуру около 4 °C на протяжении всей гонки. Несмотря на это, он объяснил свою победу этими условиями, заявив, что «для меня это наилучшие условия». Бостонская победа Каваути стала его рекордным 79-м марафоном из 2:20.00. Вернувшись в Японию после победы в Бостонском марафоне, Каваути сказал журналистам, что в апреле 2019 года он уволится с работы в администрации средней школы и станет профессиональным бегуном.

## Результаты

### Соревнования
| Год  | Соревнование   | Город   | Дистанция   | Результат | Место                |
| ---- | -------------- | ------- | ----------- | --------- | -------------------- |
| 2011 | Чемпионат мира | Тэгу    | Марафон     | 2:16:11   | 18                   |
| 2011 | Чемпионат мира | Тэгу    | Марафон     | 6:41.13   | II (командный зачёт) |
| 2012 | Чемпионат мира | Каварна | Полумарафон | 1:04.04   | 21                   |
| 2012 | Чемпионат мира | Каварна | Полумарафон | 3:14.33   | 9 (командный зачёт)  |
| 2013 | Чемпионат мира | Москва  | Марафон     | 2:15.35   | 18                   |
| 2014 | Азиатские игры | Инчхон  | Марафон     | 2:12.42   | III                  |
| 2017 | Чемпионат мира | Лондон  | Марафон     | 2:12.19   | 9                    |

### Рекорды
- Наименьшее время (2 недели) между двумя марафонами со временем менее 2:10 — 2:09.05 (2013), 2:09.15 (2014)
- Наименьшее время (6 недель) между двумя марафонами со временем менее 2:09 — 2:08.15, 2:08.14 (2013)
- Наибольшее число марафонов со временем менее 2:16 за один календарный год — 12 раз (2014, 2017)
- Наибольшее число марафонов со временем менее 2:11 за карьеру — 21 раз
- Наибольшее число марафонов со временем менее 2:20 за карьеру — 101[33] раз
- Наибольшее число полумарафонов со временем менее 1:05 — 56 раз
- Наибольшее число сверхмарафонов 50 км со временем менее 3:00 — 7 раз
- Полумарафон в костюме-тройке (несертифицировано) — 1:06.42 (2016)